# AN/SPS-48雷達
AN/SPS-48雷達是美國海軍電子掃描陣列空中搜索三維雷達系統，由ITT Exelis製造，於1960年代部署，作為防空戰艦的主要空中搜索感測器。AN/SPY-1的部署和冷戰的結束導致許多此類艦艇退役，其中許多艦艇的AN/SPS-48被重新用於航空母艦和兩棲艦艇，用於導引RIM-116和海麻雀。現有設備正在按照AN/SPS-48G標準進行現代化升級，以提高可靠性和可用性。

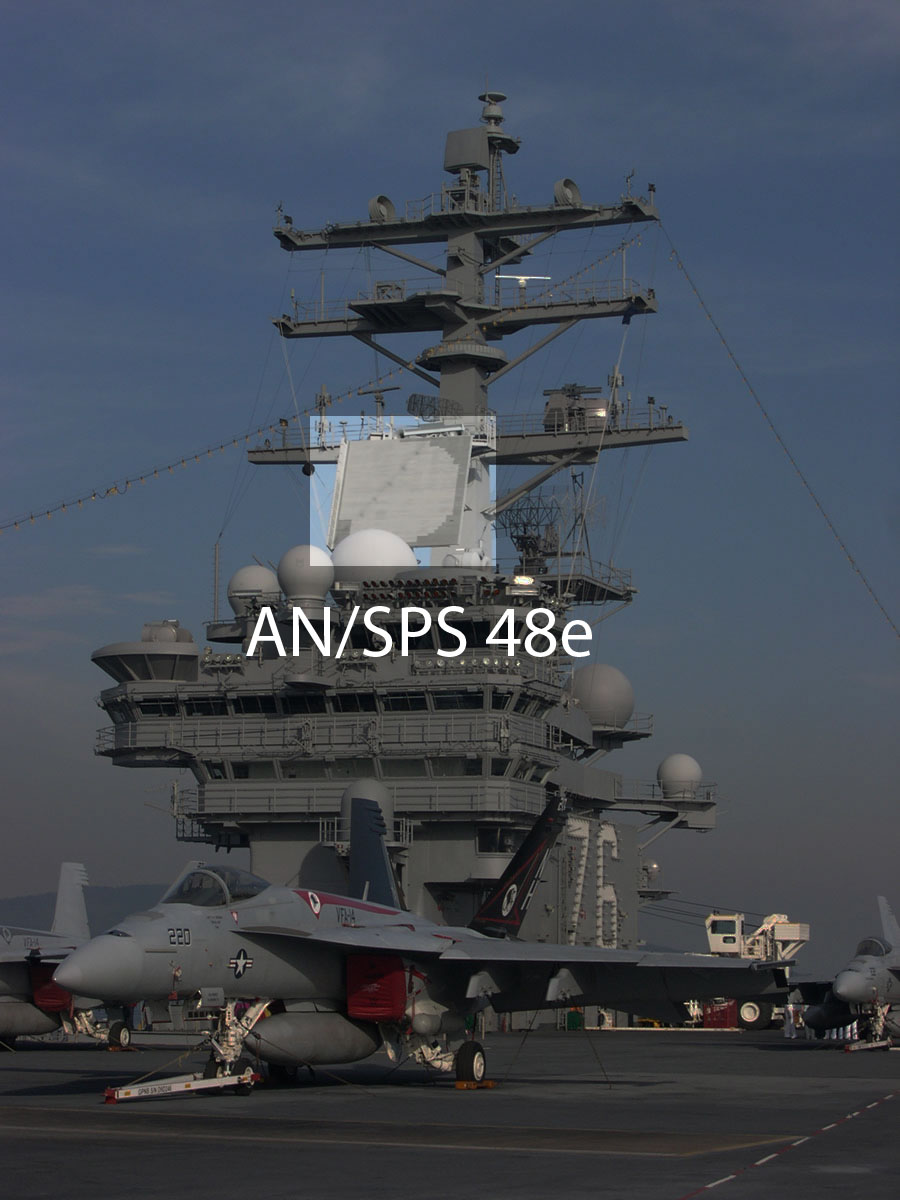
AN/SPS 48E在雷根號上。

## 裝置
雷達安裝在可 360 度旋轉的底座上。目標可以位於給定的方位角。目標的範圍還可以根據雷達波發出並返回接收器所需的時間來確定。此雷達系統的與眾不同之處在於它能夠偵測目標距水面的高度。有了這三個數據，雷達的中央處理器就能夠將目標設定在3維空間中。 對於 SPS-48，天線透過機械旋轉來掃描方位角，而波束則透過改變發射器頻率以電子方式控制以覆蓋仰角。2,000公斤天線能夠以7.5或15圈每分鐘的速度旋轉。 根據 ITT Exelis 的說法，該雷達的偵測範圍超過 370 公里，並且可以追蹤仰角達 69 度的目標。 AN/SPS-48E 能夠使用頻率掃描天線提供目標距離、方位和高度訊息，該天線使用E頻段和F頻段的一系列不同頻率以及三種功率模式：高、中和低。SPS-48雷達將多個波束堆疊在不同頻率的脈衝序列中。掃描不同的仰角區域，能夠覆蓋高達 69 度的仰角。

## 歷史
1956 年編寫的NTDS技術和操作要求要求採用兩種雷達系統：一種是射程超過 200 英里的三維搜索雷達，可以將目標轉向導彈和火砲雷達；另一種是二維遠程雷達搜索雷達能夠在超過250 英里的範圍內偵測相對較小的目標，一旦目標進入其範圍，它就可以將目標交給三維雷達。前者最終成為AN/SPS-48；後者成為AN/SPS-49。:17 SPS-48的開發始於1960年，為了因應AN/SPS-39 的缺點。兩種原型（XN-1和XN-2）的開發合約於1960年6月賦予。以收集岸上的數據。XN-2於1962年7月交付並安裝在DDG-46上進行艦載測試。 1963 年 6 月簽訂了 13 台雷達的 生產合約。AN/SPS-48於1966年2月21日由海軍作戰部長正式批准服役。 透過升級到 SPS-48A，SPS-48 雷達系統增加了在雜波和天氣條件下觀察目標所需的移動目標指示器 (MTI) 功能。此升級於 1968 年首次由USS  Biddle ( DLG  -34)進行 評估。 AN/SPS-48B 據稱先於林肯號航艦(CVN-72)安裝在尼米茲級航空母艦上。 AN/SPS-48C 在 AN/SPS-48 系統中加入了自動偵測和追蹤功能。第一個具有 ADT 功能的原型由Gilfillan於1964年中期在馬雷島製造。它包含一個特殊用途的處理器，用於掃描間比較以及識別和保存似乎持續存在於同一位置附近的光點。該處理器能夠尋找地圖中的變化，並將其標定為可能的目標。這些可能是目標的光點和雜波變化被發送到 NTDS進行進一步比較，以確定哪些具有船舶或飛機的特徵。該系統於1967年出海進行作戰評估，並於1975年裝備貝爾納普級巡洋艦。AN/SPS-48E於1987年首次推出。性能改進包括提高抗干擾和ECM能力、更好地檢測較小目標和地平線上的目標、高角度追蹤以及接受和執行來自外部防空或艦載作戰系統命令的能力。它被納入新威脅升級的一部分。 AN/SPS-48G計畫透過系統重新設計解決長期過時的問題，透過技術改進、開放式架構設計和改進的物流流程提高雷達的可靠性、可維護性和可支援性，同時降低週期成本。該計劃是從 2011 年到 2020 年，用SPS-48G雷達對現有的AN/SPS-48E進行取代。早期的射頻放大器被固態發射器取代，以前安裝在單獨設備櫃中的接收器、處理器和輔助檢測處理器被組合到一個櫃子中。與 AN/SPS-48E(V) 相比，最低可更換單元數量減少了 87%，關鍵故障之間的平均時間縮短了 104%。新的處理器的運算能力將透過計畫中的技術更新計畫維持。更直觀和互動的內建測試以及嵌入式維護和操作員培訓可提供所有雷達技術、工程和其他數據，並允許遠端監控和遠端操作。

## 變體

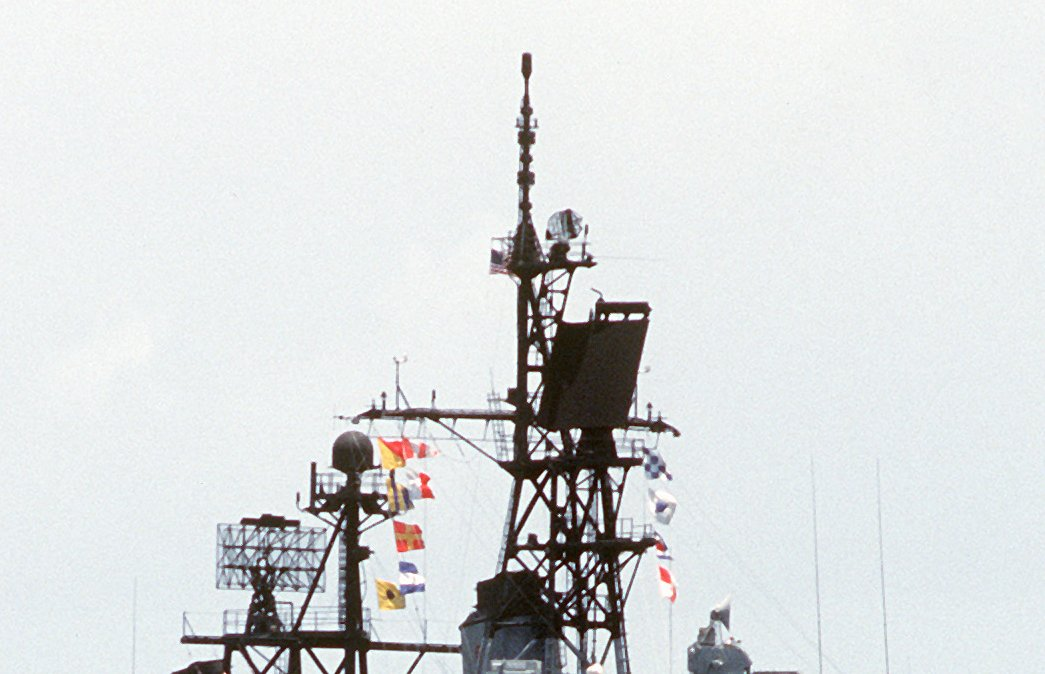
DDG-39的 SPS-48 雷達

- AN/SPS-48A - 在 SPS-48 中加入移動目標指示器 (MTI)
- AN/SPS-48B - 未知、可能不存在或 -48C 原型
- AN/SPS-48C - -48A 具有自動偵測和追蹤功能以及移動目標指示器 (MTI) 功能。
- AN/SPS-48D - -48E 的原型版本，在USS  Mahan  (DDG-42)上進行測試。[5][6]
- AN/SPS-48E - 與 C 型號相比，SPS-48E 具有兩倍的輻射功率、更高的接收器靈敏度、四級固態發射器、-48C 的一半組件以及易於診斷的內建測試。最初是作為新威脅升級 (NTU) 計劃的一部分開發的，旨在支援 SM-2 搜尋發射 (LOS) 功能。
- AN/SPS-48E LBR 陸基雷達版本。
- AN/SPS-48G - 有些是新建的，有些則是根據雷達報廢、可用性復原 (ROAR) 計畫升級了 AN/SPS-48E。根據合約 N00024-09-C-5395，正在對 29 部雷達進行現代化改造，耗資 1.693 億美元。以基於開放式架構的現代電子設備取代甲板下的單元將減少培訓需求並提高可靠性。[7]

## 外部連結
- NAVAIR Warfighter encyclopedia
- Manufacturer's website
- FAS AN/SPS-48C （页面存档备份，存于）
- Fire Controlman Volume 02-Fire Control Radar Fundamentals (Revised)
- Dunnigan, James F. . HarperCollins. 1990: 210. ISBN 978-0-688-11270-7.